# Amorphoscelis parva
Amorphoscelis parva är en bönsyrseart som beskrevs av Max Beier 1952. Amorphoscelis parva ingår i släktet Amorphoscelis och familjen Amorphoscelidae. Inga underarter finns listade i Catalogue of Life.